# Односи Србије и Европске уније
Односи Србије и Европске уније су инострани односи Републике Србије и Европске уније.
Србија је у процесу приступања Европској унији и у том процесу има статус земље кандидата.
23 од 28 државе чланице су признале једнострано проглашење независности Косова.
5 држава чланица нису признале једнострано проглашење независности Косова (Грчка, Кипар, Румунија, Словачка и Шпанија).

## Историјат
8. октобра 2000. Војислав Коштуница као председник СРЈ позван на самит ЕУ у Бијарицу (француско председавање), СРЈ (Савезна република Југославија) улази у Процес стабилизације и придруживања.

## Билатерални односи

### Дипломатски представници

#### Амбасадор при Делегацији Европске уније у Београду
- Еманил Жиофр, 2021. -
- Сем Фабрици, 2017. - 2021.
- Мајкл Девенпорт, 2013. - 2017.
- Венсан Дежер, 2009. - 2013.
- Жозеп Љоверас, шеф мисије ЕК, 2004. - 2009.
- Џефри Барет, шеф мисије ЕК, 2000. - 2004.
- Мајкл Грем, отправник послова, - 2000.
- Херман де Ланге, шеф мисије ЕЗ

#### Амбасадор при Сталној мисији у Бриселу
- Ана Хрустановић, шеф мисије, 2016. -
- Душко Лопандић, шеф мисије, 2013. - 2016.
- /  /  Роксанда Нинчић, шеф мисије, 2005. - 2012.
- /  Павле Јевремовић, шеф мисије, 2001. - 2005.
- Драган Жупањевац, отправник послова, 2000. - 2001.
- Михаило Црнобрња, шеф мисије при Европској економској заједници, 1989 - 1992.
- Јожеф Корошец, шеф мисије при ЕЕ Заједници, 1985. - 1989.
- Боро Рафајловски, шеф мисије при ЕЕЗ, 1981. - 1985.
- Бора Јевтић, шеф мисије при ЕЕЗ, 1977. - 1981.
- Петар Миљевић, шеф мисије при ЕЕЗ, 1972. -
- Милош Опрешник, шеф мисије при ЕЕЗ, 1968. - 1972.